# Allium asirense
Allium asirense är en amaryllisväxtart som beskrevs av Brian Frederick Mathew. Allium asirense ingår i släktet lökar, och familjen amaryllisväxter. Inga underarter finns listade i Catalogue of Life.